# 無限恐怖
《無限恐怖》是一部网络小说，作者為Zhttty （原名：張恆）。2007年起在起点中文网连载发表，其后在北方文艺出版社刊印出版 。作品大致描写一群对现实世界厌倦的人被摄入另一個空間，在“主神”系统的要求下遵循规则在不同的世界不斷求生并完成任务的故事。作者利用多套著名的恐怖類和科幻類電影作為題材，讓小說角色深入電影情節，與劇情人物交流並完成任務。《无限恐怖》在中国网络文学界引发跟风效应，催生大量的模仿和同人网络小说，被认为开创了网络文学的一个新流派：“无限流”。
故事本身由《無限未來》延續，但其后作者停稿。正式續集為《無限曙光》。外傳是《死亡開端》。

## 改编作品
2011年，《无限恐怖》被改编为漫画，作者为hyyxrs，在《午夜小说绘》杂志上连载，2012年8月后开始在纵横动漫网连载。